# Чернавчицы
Черна́вчицы (бел. Чарнаўчыцы) — агрогородок в Брестском районе Брестской области Белоруссии. Административный центр Чернавчицкого сельсовета. Население — 6200 человек .

## География
Агрогородок расположен в 13 километрах к северо-востоку от центра Бреста неподалёку от границы с Каменецким районом. Местность принадлежит к бассейну Вислы, через село течёт небольшая река Градовка, приток Лесной. Через населённый пункт проходит автодорога Р83 (Брест — Каменец), её здесь пересекает местная дорога Большие Мотыкалы — Чернавчицы — Жабинка. Ближайшие ж/д станции в Больших Мотыкалах (линия Брест — Белосток) и в самом Бресте.

## Геральдика
Герб и флаг учреждены Указом Президента Республики Беларусь от 11 марта 2011 года № 101 и зарегистрированы в Государственном геральдическом регистре 15 марта 2011 года № Б-202 и № Б-203. Одобрены решением Чернавчицкого сельского Совета депутатов от 17 июня 2010 года № 10.

## История

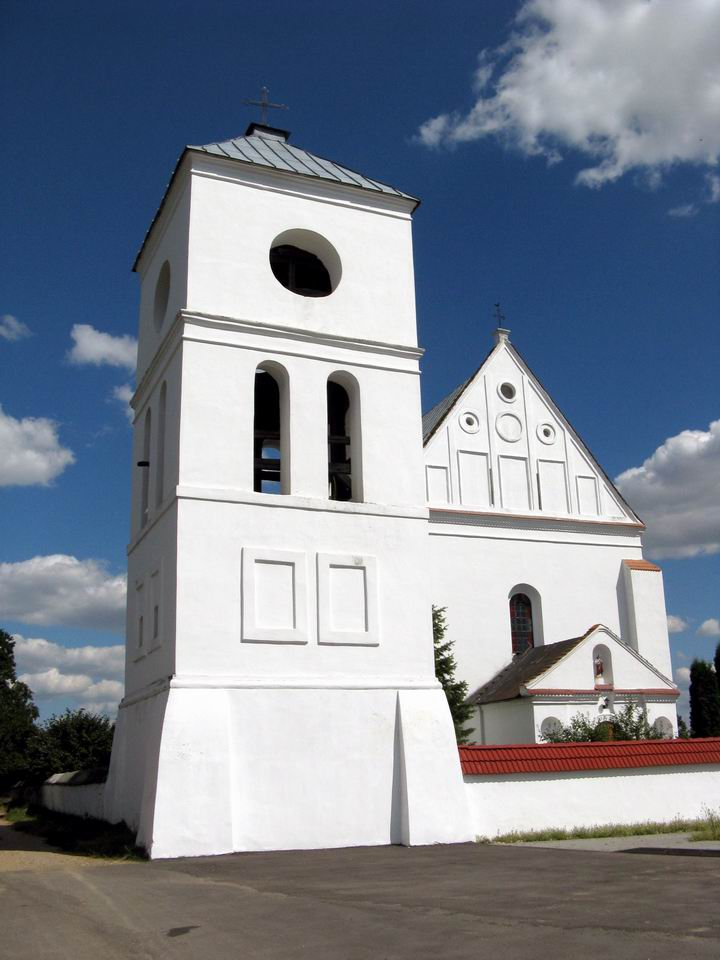
Троицкий костёл

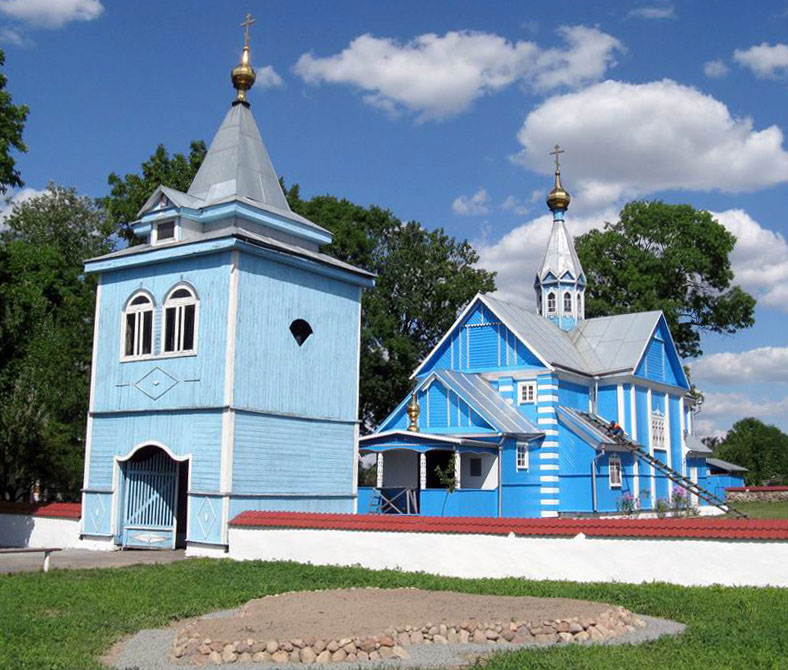
Церковь Параскевы Пятницы

Согласно письменным источникам поселение известно с XV века как село в Брестском старостве Трокского воеводства, с 1520 Подляшского, с 1566 года Брестского воеводства ВКЛ. В 1477 пан Немира Вавчкевич продал Чернавчицы Ивашко Ильиничу. После административно-территориальной реформы середины XVI века в Великом княжестве Литовском вошло в состав Берестейского воеводства. В первой половине XVI века имение принадлежало Юрию Ильиничу, который, не имея наследников, завещал в 1566 году свои большие земельные владения усыновлённому им Николаю Радзивиллу «Сиротке».
Чернавчицы принадлежали роду Радзивиллов с середины XVI до конца XIX века, поселение именно им обязано своим ростом и процветанием. В 1585—1595 годах на средства Николая Радзивилла Сиротки был построен Троицкий костёл с элементами готики и ренессанса, отмеченный чертами оборонного зодчества.
В XVII веке через местечко проходил большой и важный тракт Люблин — Брест — Вильно, который упоминается в 1609 году. Также через Чернавчицы пролегала дорога Несвиж-Берестье и дальше на Кодень и Влодаву.  В 1671 году Радзивиллы построили здесь одноэтажный дворец с садом. Радзивиллы привлекали в Чернавчицы свободных ремесленников: давали им налоговые льготы, участки земли под застройку. Это касалось также и купцов, торговцев. В 1718 году Чернавчицы получили герб и магдебургское право. В 1733 году возведена деревянная православная церковь Параскевы Пятницы.
В 1777 году здесь действует водяная мельница, имевшая 11 водяных колес. 
В XVIII веке имение принадлежало Мартину Радзивилу, который в Чернавчицах проводил химические опыты, пытался открыть философский камень. После того, как Мартин стал проявлять признаки психической неуравновешенности Иероним Радзивилл объявил родственника сумасшедшим и забрал в опеку его имение. С 1778 года в Чернавчицах жил поэт, переводчик, педагог Фабиан Сакович (be:Фабіян Саковіч).
В 1791 г. в Чернавчицкое имение Радзивиллов входило 9 фольварков, объединявших 1064 двора с 3143 душами крестьян. Чтобы увеличить свои доходы, они построили 24 трактира и 13 мельниц, которые приносили в год 23 тысяч злотых.
После третьего раздела Речи Посполитой (1795) в составе Российской империи, с 1801 года — в Гродненской губернии. В 1862 году открыто народное училище. После подавления польского восстания 1863 года Троицкий костёл был преобразован в православную церковь. Во второй половине XIX века от Радзивиллов имение перешло к графу Грабовскому, в 1886 году в местечке был 71 двор, 509 жителей, 65 мещан, 2 православные церкви, еврейский молитвенный дом, синагога. В 1892 году основан хрустально-стекольный завод, на котором работало 250 рабочих.
С 1887 г. в местечке Чернавчицы имелся фельдшер и приемный покой на 1 койку. В 1889 г. в народном училище учились 95 мальчиков и 5 девочек. В 1892 г. был основан хрустально-стеклянный завод, на котором работали 250 рабочих и производили хрустальную посуду. В 1905 г. местечко, 1316 жителей. Действовали 4 портновские, 7 сапожных мастерских и 6 кузниц, на которых вместе было занято 53 человека. В Чернавчицах владельцами моторных мельниц отмечаются Станислав Лоховский, Хершко.

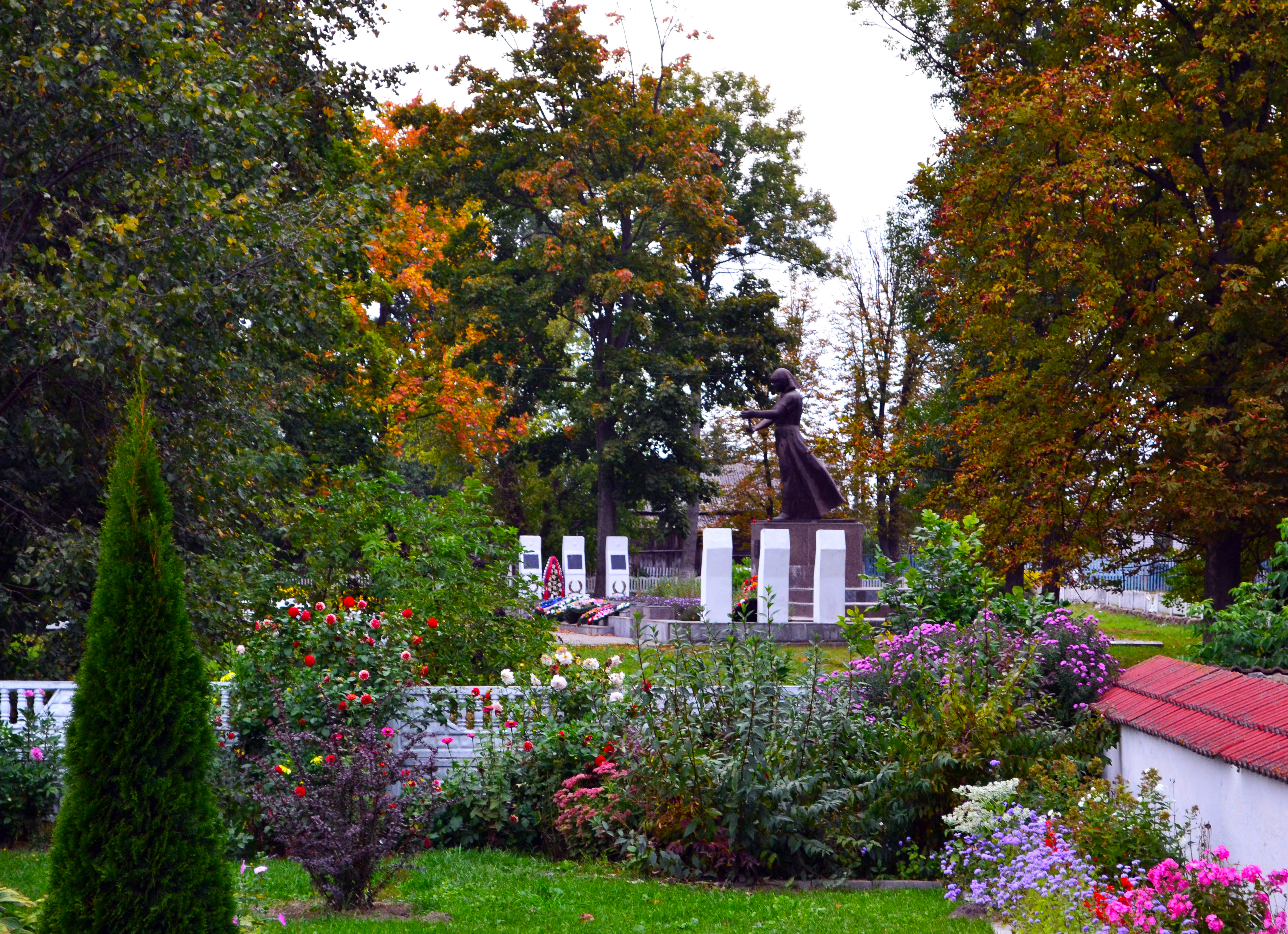
Братская могила

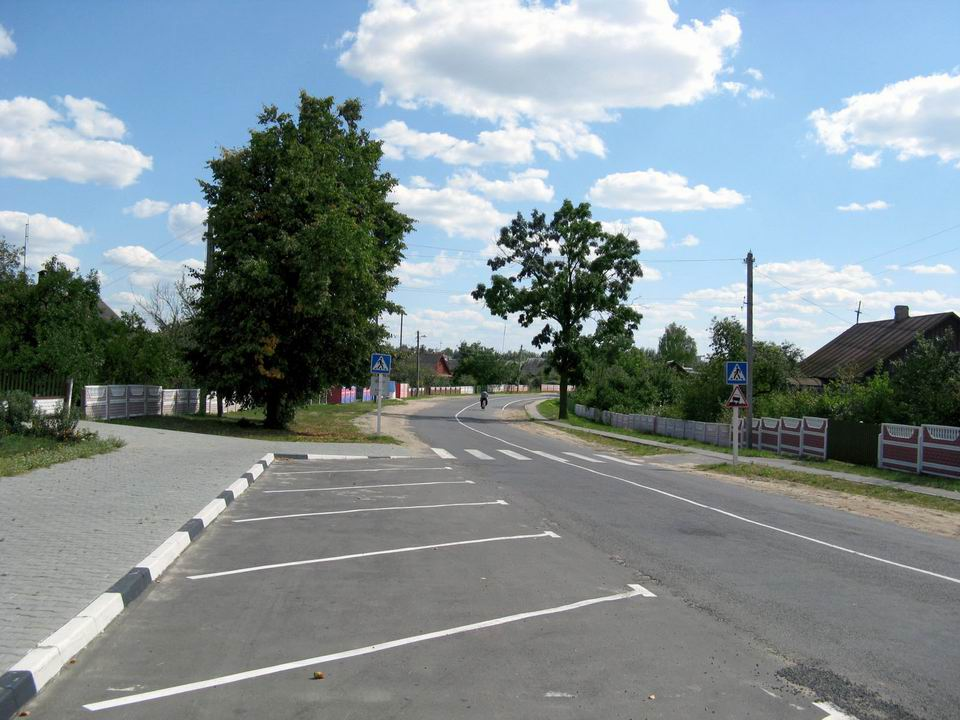
Улица

К началу Первой мировой войны население Чернавчиц выросло до 1625 человек. В Первую мировую войну с 1915 года местечко оккупировано германскими войсками. В ходе войны был полностью уничтожен дворец Радзивиллов. Согласно Рижскому мирному договору (1921) деревня вошла в состав межвоенной Польши, где принадлежала Брестскому повету Полесского воеводства. В 1921 году поселение насчитывало 101 двор и 749 жителей. Троицкий костёл был возвращён католикам. С 1939 года в составе БССР. 
В 1940 году открыта семилетняя школа. В Великую Отечественную войну под оккупацией с июня 1941 по июль 1944 года. В войну сожжено 60 дворов, убито 370 жителей, 10 сельчан погибли на фронте, 7 — в партизанах. Евреи Чернавчиц были согнаны в гетто и полностью уничтожены к октябрю 1942 года. В 2009 году памятник жертвам Холокоста поставлен у дороги на Каменец севернее Чернавчиц, у самой границы Каменецкого района.

## Инфраструктура
Центр СПК «Чернавчицы». В деревне средняя школа, отделение связи, клуб, 2 столовые, 4 магазина, сельская библиотека, учебный центр к-та по сельскому хозяйству и продовольствию Брестского облисполкома, акционерное общество «Чернавчицкий завод железобетонных изделий».

## Культура
- Дом культуры
- Музей ГУО "Средняя школа аг. Чернавчицы"

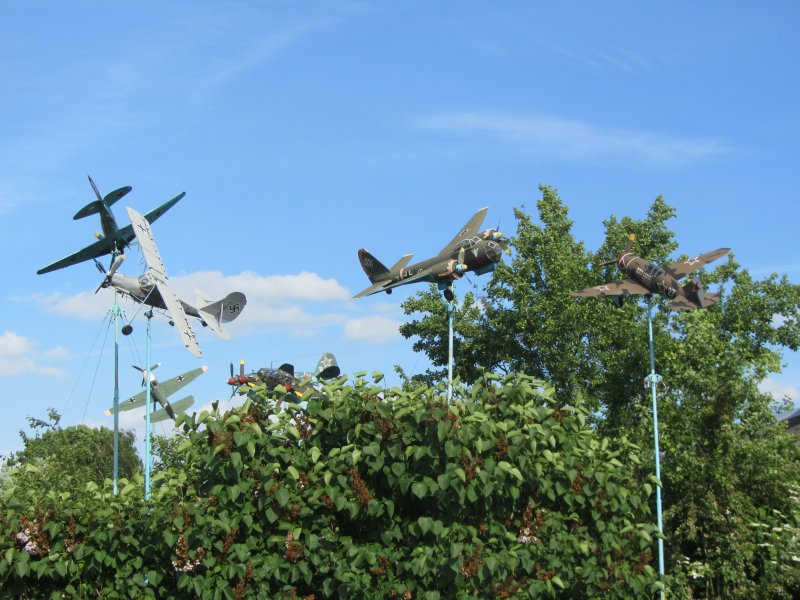
Музей самолётов под открытым небом

- Музей самолётов под открытым небомМузей под открытым небом — самолёты времён Второй мировой войны (Мессершмит, Юнкерс, Як, Ил, По-2 и др.). Каждый самолёт— точная копия своего прототипа

## Достопримечательности
- В центре агрогородка расположен Троицкий костёл с колокольней (ул. Брестская, 33). Уникальный памятник белорусской архитектуры стиля ренессанса с чертами готики, возведённый в 1583 году[10] —  Историко-культурная ценность Республики Беларусь, шифр 110Г000122

- Ещё одним архитектурным памятником Белоруссии является деревянная Церковь Параскевы Пятницы, построенная в 1733 году[11], ул. Брестская, 46 —  Историко-культурная ценность Республики Беларусь, шифр 112Г000121

Оба храма включены в Государственный список историко-культурных ценностей Республики Беларусь.
- Братская могила, ул. Брестская —  Историко-культурная ценность Республики Беларусь, шифр 113Д000123. В агрогородке Чернавчицы с воинскими почестями был похоронен в братской могиле вместе со своими гвардейцами гвардии капитан Герой Советского Союза В. И. Загороднев[13]. Всего в братской могиле (1944 г.) в центре деревни похоронено 416 воинов и партизан[7].

- Могила жертв фашизма (1941 г.) —  Историко-культурная ценность Республики Беларусь, шифр 113Д000124

В четырех километрах от этого места, в деревне Вистычи расположен каменный униатский храм 1748 года постройки (в основанном в 1678 году основал здесь мужской цистерцианском монастыре),– ныне церковь Крестовоздвиженская.

#### Памятник, скульптура
- Памятник В. И. Ленину

#### Утраченное наследие
- Часовня придорожная Святой Софии (XVIII в.)
- Усадебно-парковый комплекс Радзивиллов и Грабовских (XVIII в.)

## Экономика
- ОАО «Чернавчицкий завод ЖБИ»: производство стеновых материалов, сборного железобетона, звеньев забора, колодцев[14].
- ООО «ВолатТрейд»: производство паркетной доски